# Ahman Green
(en) Statistiques sur pro-football-reference
Ahman Green est un joueur américain de Football américain, né le 16 février 1977 à Omaha (Nebraska), qui évolue au poste de running back.

## Biographie

### Carrière universitaire
Il effectua sa carrière universitaire avec les Nebraska Cornhuskers. Son meilleur résultat fut une victoire dans l'Orange Bowl de 1997 pendant laquelle il réussit 206 verges à la course et 2 touchés.

### Carrière professionnelle
Il fut repêché au 3e tour en 1998 par les Seahawks de Seattle.
De 2000 à 2006, il a évolué avec les Packers de Green Bay puis a signé en 2007 avec les Texans de Houston. En 2011, il signe un essai avec les Alouettes de Montréal
Il a dépassé six fois les 1 100 yards à la course.

## Palmarès

### Universitaire
- 1997 : 2e de NCAA à la course par match
- 1997 : vainqueur de l'Orange Bowl 1997

### NFL
- Pro Bowl : 2001, 2002, 2003, 2004